# 水手7號
水手7号探测器是美国发射的一枚火星探测器，它和水手6号有着完全相同的结构，并在其之后4天接近火星。主要执行了拍照和研究火星大气及其化学成分的任务。